# 시니 (사르데냐)
시니는 이탈리아사르데냐 주 오리스타노도에 있는 코무네이다. 칼리아리에서 북서쪽으로 약 60 킬로미터 (37 mi), 오리스타노에서 남동쪽으로 약 30 킬로미터 (19 mi) 떨어져 있다. 2021년 7월 현재 인구는 400명이며, 2004년 12월 기준 면적은 8.7 제곱킬로미터 (3.4 mi2)이다.
시니는 다음 코무네와 인접한다: 바라딜리, 제노니, 제누리, 곤노스노.